# Natal Challenger
Il Natal Challenger è stato un torneo professionistico di tennis giocato su campi in terra rossa. Faceva parte dell'ATP Challenger Series. Si giocava annualmente a Natal in Brasile.

## Albo d'oro

### Singolare
| Anno | Campione         | Finalista         | Punteggio     |
| ---- | ---------------- | ----------------- | ------------- |
| 1993 | Jaime Oncins     | Marcelo Ingaramo  | 3–6, 6–2, 6–3 |
| 1994 | Alejo Mancisidor | Fernando Meligeni | 6–3, 3–6, 7–5 |

### Doppio
| Anno | Campioni                     | Finalisti                 | Punteggio     |
| ---- | ---------------------------- | ------------------------- | ------------- |
| 1993 | Stephen Noteboom Jack Waite  | Luiz Mattar Jaime Oncins  | 4–6, 6–0, 6–3 |
| 1994 | Otavio Della Marcelo Saliola | Gastón Etlis Ricardo Mena | 6–4, 6–3      |